# Ectoneura hanitschi
Ectoneura hanitschi är en kackerlacksart som beskrevs av Karlis Princis 1965. Ectoneura hanitschi ingår i släktet Ectoneura och familjen småkackerlackor. Inga underarter finns listade i Catalogue of Life.